# Phylactery Factory
Phylactery Factory — второй студийный альбом американской певицы Кейси Дайнел (выступающей впервые под сценическим именем White Hinterland), выпущенный в марте 2008 года на лейбле Dead Oceans

## Отзывы
| Оценки критиков    | Оценки критиков |
| Источник           | Оценка          |
| ------------------ | --------------- |
| Les Inrockuptibles | Favorable       |
| Pitchfork          | [ 2 ]           |
| PopMatters         | [ 3 ]           |
| AllMusic           | [ 4 ]           |

Альбом получил положительные отзывы от музыкальных критиков. На сайте Pitchfork альбом получил оценку 5,8 из 10, что стало одной из немногих смешанных рецензий, а Стивен М. Дойзнер написал: «Phylactery Factory — более амбициозный, более профессиональный и более сложный альбом», чем первая пластинка Динела, «с тёмными джаз-поповыми расцветами и композициями, насыщенными словами. Однако она не столь плодотворна». Напротив, ведущий французский музыкальный журнал Les Inrockuptibles описал альбом как «дух американского песенного творчества во всем его скромном великолепии»; как и Доснер, критик Les InRocks Ричард Робер назвал проект «амбициозным», но Робер нашёл его «безупречно реализованным на протяжении всего альбома, который, как и трепещущий голос Динеля, вдыхает в каждую меру аромат свежести, редко встречающийся в музыке с синтезатором». На AllMusic Стюарт Мейсон поставил альбому четыре звезды из пяти, назвав его «разнообразным, бесконечно слушаемым альбомом», в котором «группа из четырёх человек дополнена прекрасно использованными рожками, струнными, вибраторами и другими инструментами (включая, на „Hung on a Thin Thread“, что звучит как музыкальная пила), что придаёт альбому музыкальную глубину, которая прекрасно сочетается с такими вдумчивыми песнями, как душераздирающее повествование о войне дома „Hometown Hooray“ и желтушные, романтические размышления „Dreaming of the Plum Trees“».

## Список композиций
Все песни написаны Кейси Дайнел.
1. «The Destruction of the Art Deco House» — 5:57
2. «Dreaming of the Plum Trees» — 4:52
3. «Calliope» — 4:50
4. «Hometown Hooray» — 7:08
5. «Lindberghs + Metal Birds» — 3:44
6. «A Beast Washed Ashore» — 6:38
7. «Napoleon At Waterloo» — 3:14
8. «Hung On a Thin Thread» — 4:26
9. «Vessels» — 5:00